# S/S Gustavsberg III
S/S Gustavsberg III var ett isbrytande passagerarfartyg som tillhörde AB Gustafsbergs Fabrikers Intressenter.
Fartyget levererades 1905 från Bergsunds varv i Stockholm till AB Gustafsbergs Fabrikers Intressenter i Gustavsberg med namnet S/S Gustafsberg III och trafikerade därefter rutten mellan Stockholm och Gustavsberg.
Under andra världskriget 1939–45 användes Gustavsberg III av Marinförvaltningen som transportfartyg för Stockholms kustartilleriförsvar. Hon såldes 1958 till AB Nynäshamns Skeppsmäkleri- och Speditionskontor i Nynäshamn för att trafikera rutten Nynäshamn – Nåtarö. År 1957 skars den ned och användes som upplagspråm i Stockholm. År 1973 skrotades hon slutligen.